# Neópolis
Neópolis là một đô thị thuộc bang Sergipe, Brasil. Đô thị này có diện tích 249,9 km², dân số năm 2007 là 18829 người, mật độ 75,35 người/km².